# Archidiocèse de Nassau
L'archidiocèse de Nassau est la juridiction de l'Église catholique romaine couvrant le territoire des Bahamas, ayant son siège à Nassau. Il est de rite latin et son actuel titulaire est Patrick Pinder. Il est membre de la Conférence épiscopale des Antilles.

## Historique
En 1929 est érigée la préfecture apostolique des Bahamas. En 1941, elle devient un vicariat apostolique. Le 5 juillet 1960, le vicariat est érigé en diocèse de Nassau, lui-même élevé au rang d'archidiocèse métropolitain le 12 juin 1999, avec le diocèse de Hamilton aux Bermudes comme suffragant.

## Territoire
L’archidiocèse de Nassau couvre le territoire des Bahamas. Il a comme suffragant le diocèse de Hamilton aux Bermudes et la Mission sui juris des îles Turques et Caïques.

## Liste des ordinaires

### Préfet apostolique
- 22 mai 1931 - 15 janvier 1941: John Kevenhoerster (John Bernard Kevenhoerster) O.S.B, nommé vicaire apostolique

### Vicaire apostolique
- 15 janvier 1941 - 9 décembre 1949: John Kevenhoerster (John Bernard Kevenhoerster) O.S.B, précédemment préfet apostolique
- 25 juin 1950 - 5 juillet 1960: Paul Leonard Hagarty (Paul Leonard Hagarty) O.S.B, nommé évêque de Nassau

### Évêques de Nassau
- 5 juillet 1960 - 17 juillet 1981: Paul Leonard Hagarty (Paul Leonard Hagarty) O.S.B, précédemment vicaire apostolique
- 17 juillet 1981 - 22 juin 1999: Lawrence Aloysius Burke (Lawrence Aloysius Burke) S.J, nommé archevêque

### Archevêque de Nassau
- 22 juin 1999 - 17 février 2004 : Lawrence Aloysius Burke (Lawrence Aloysius Burke) S.J
- 17 février 2004 - : Patrick Pinder (Patrick Christopher Pinder)